# Peter F. Hamilton

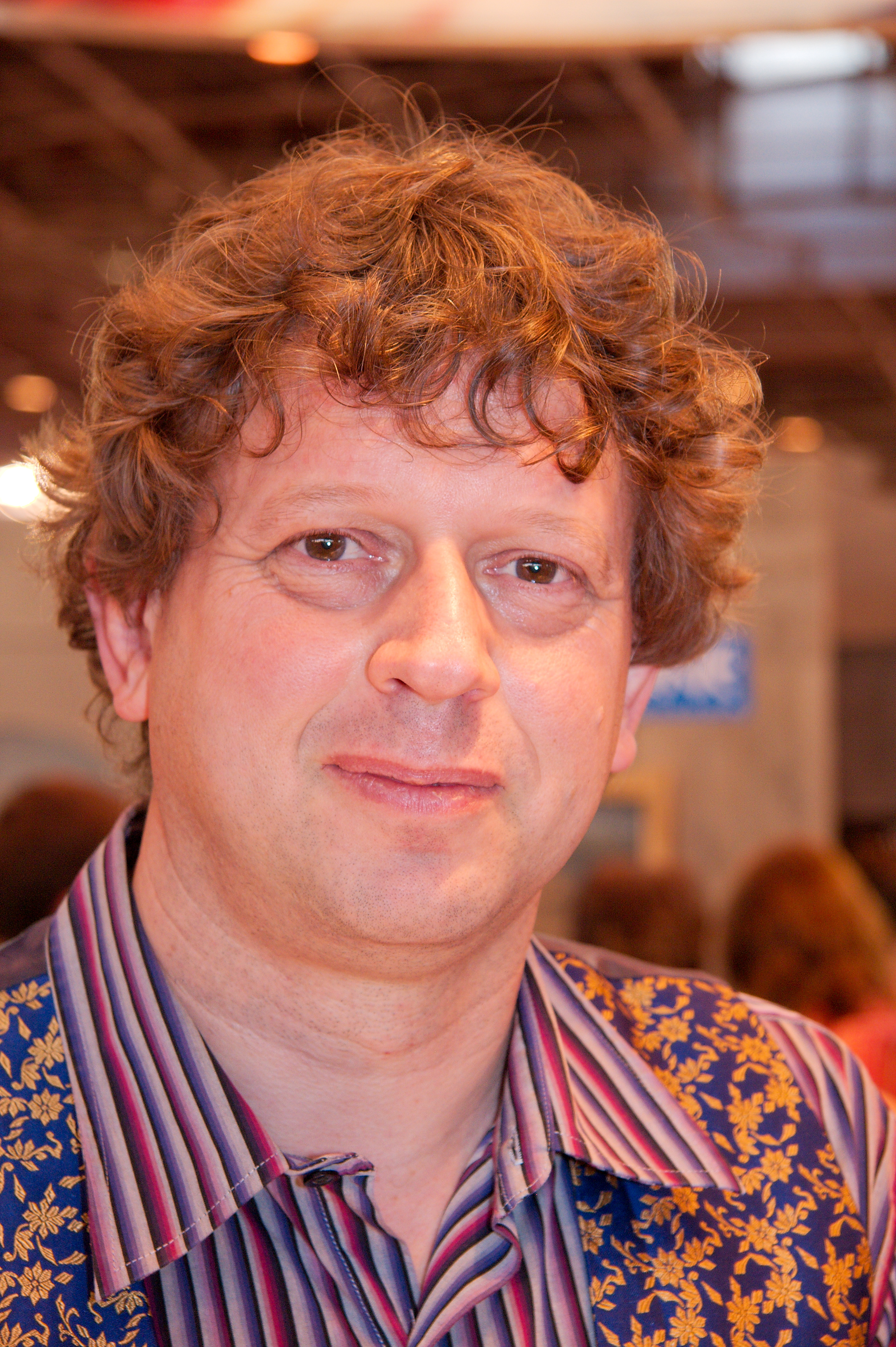
Peter F. Hamilton

Peter F. Hamilton (* 2. března 1960, Rutland) je britský autor literatury science fiction. Jeho knihy jsou řazeny mezi hard science fiction a zejména space opery. Oženil se v roce 2001 a má jedno dítě.
Peter Hamilton na sebe upozornil trojicí románů, ve kterých je hlavním hrdinou Greg Mandel, detektiv s telepatickými schopnostmi. Odehrávají se v Anglii blízké budoucnosti s ekonomikou rozvrácenou vládou komunistů a snažící se o vzestup za pomocí výroby pokročilých technologií. Knihy jsou mixem vědeckých, politických a sociálních motivů s určitou dávkou motivů detektivních.
Dalším projektem byla trilogie space oper známá pod názvem Úsvit noci. Každý z dílů této trilogie má přes tisíc stran. Svět, který je na nich vykreslený, je velmi komplexní a věrohodný. Čtenář v něm najde mezihvězdné cesty, živé lodě, statečné kapitány, bandity, tajemné záhady, superzbraně, pokročilé technologie, komplikovanou politiku, mimozemské civilizace, zaostalé planety a mnoho dalšího. Není proto divu, že po této trilogii následoval také průvodce tímto světem – The Confederation Handbook.
Román Padlý drak je popisem extrémně kapitalistického světa ovládaného pěti korporacemi. Ty se díky své všemocnosti a technologické převaze mohou dokonce zmocnit bohatství vesmírných kolonií. V (proti předchozím) kratším románu Misspent Youth pak autor popisuje verzi Anglie odlišné od té Grega Mandela. Zde se omlazený vědec vrací ke své rodině v dvacetiletém těle. V knize je popisován fenomén evropské integrace z euroskeptického hlediska.
Ve stejném vesmíru, o 300 let později, se odehrává děj románu Pandora's Star. Hamilton zde pokračuje ve svém zkoumání světa, kde je smrt téměř neznámým pojmem díky technologii omlazování. V tomto vesmíru je náhle lidstvo a několik málo spřátelených druhů konfrontováno s představou galaktické války, v níž by mohlo sehrát roli obětí.

## Dílo

### Greg Mandel
Trilogie detektivních thrillerů o detektivovi s telepatickým nadáním řešícím případy v prostředí Anglie 21. století, kde se neustále zvyšuje politický vliv obchodních korporací.
- Mindstar Rising, 1993
- A Quantum Murder, 1994
- The Nano Flower, 1995

### Úsvit noci
Úsvit noci (Night's Dawn) je trilogie na sebe navazujících příběhů. Lidská civilizace disponující moderními technologiemi včetně „bitekových“ (živých) lodí schopných skákat mezi hvězdami zde čelí návratu mrtvých duší do našeho světa. Tyto duše zabírají těla živých a díky svému spojení s odlišnou realitou disponují „energistickou silou“, schopnou měnit tvar živých bytostí a produkovat silné energetické výboje. Samotný „svět Konfederace“ je natolik propracovaný, že si vyžádal vydání průvodce: The Confederation Handbook. Další povídky z něj vyšly ve sbírce A Second Chance at Eden.
V originále jde skutečně o trilogii, americké paperbackové vydání muselo být rozděleno do šesti svazků a české do sedmi. Italské dokonce do dvanácti.
- Porucha reality: Zjevení, Triton, 2003, ISBN 80-7254-338-5 (Reality Disfunction: Emergence)
- Porucha reality: Expanze, Triton, 2004, ISBN 80-7254-343-1 (Reality Disfunction: Expansion, 1996)
- Neutroniový alchymista: Sjednocení, Triton, 2004, ISBN 80-7254-396-2 (The Neutronium Alchemyst: Consolidation)
- Neutroniový alchymista: Střet, Triton, 2004, ISBN 80-7254-400-4 (The Neutronium Alchemyst: Conflict, 1997)
- Nahý bůh: Útok, Triton, 2005, ISBN 80-7254-615-5
- Nahý bůh: Útěk, Triton, 2005, ISBN 80-7254-616-3 (The Naked God: Flight)
- Nahý bůh: Víra, Triton, 2005, ISBN 80-7254-617-1 (The Naked God: Faith, 1999])

### Sága Společenství (Commonwealth Saga)
- Pandořina hvězda Bariéra, Planeta9, 2018, ISBN 978-80-906985-4-3 (Pandora's Star, 2004)
- Pandořina hvězda Invaze, Planeta9, 2019, ISBN 978-80-907371-6-7 (Pandora's Star, 2004)
- Jidáš zbavený pout Pronásledování, Planeta9, 2020, ISBN 978-80-88321-08-8 (Judas Unchained, 2005)
- Jidáš zbavený pout Poslední hlídka, Planeta9, 2020, ISBN 978-80-88321-16-3 (Judas Unchained, 2005)

### The Void Trilogy
- The Dreaming Void, 2007
- The Temporal Void, 2008
- The Evolutionary Void, 2010

### Další romány
- Lightstorm, 1998 – součást série The Web psané britskými autory pro mládež
- Padlý drak, plánované, Triton (Fallen Dragon, 2001) – příběh seržanta špičkově vybavené jednotky ve službách mocné korporace
- Misspent Youth, 2002

### Novely
- Watching Trees Grow, 2000
- The Suspect Genome, 2000 – novela představující Grega Mandela v Interzone

### Sbírky povídek
- A Second Chance at Eden, 1998 – sbírka povídek odehrávajících se ve světě Úsvitu noci

### Povídky
- Death Day, 1989
- Falling Stones, 1992
- Kapacita myšlení, Ikarie 10/1997 (Spare Capacity, 1993)
- Adam's Gene, 1993
- Starlight Dreamer, 1994
- Eat Reecebread, 1994
- The White Stuff, 1997
- Úniková cesta, in Suchá, chladná kolébka, Eridani, 2000 (Escape Route, 1997) – později uveřejněno v A Second Chance At Eden

### Jiná literatura
- The Confederation Handbook, 2000 – Průvodce světem Konfederace z trilogie Úsvit noci